# Clodovil Hernandes
Clodovil Hernandes (17. juni 1937 i Elisiário São Paulo Brasilien – 17. marts 2009 i Brasília Distrito Federal Brasil) var en modist, TV-studievært og politiker.